# Pedra de Palermo

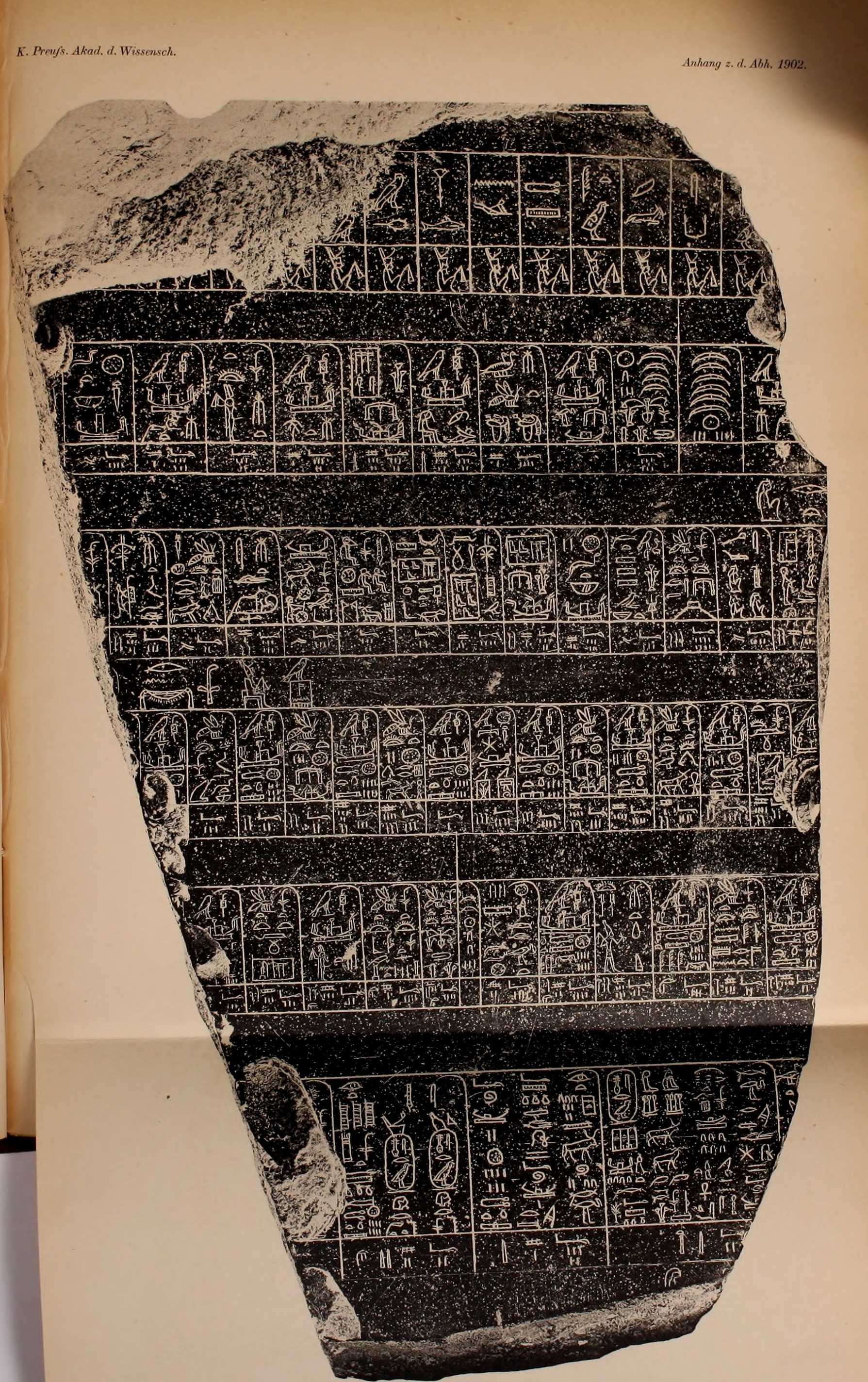
Pedra de Palermo

Pedra de Palermo é a designação atribuída a um fragmento de uma pedra de basalto na qual se gravaram, em ambos os lados, uma lista de reis egípcios desde a época pré-dinástica até à época de Neferircaré (terceiro rei da V dinastia no Império Antigo), bem como eventos associados aos seus reinados (guerra, construção de templos, cobrança de impostos...).
Recebe este nome devido ao facto do fragmento se encontrar no Museu Arqueológico de Palermo, na ilha italiana da Sicília desde 1877. Outros seis fragmentos que supostamente fariam parte da mesma pedra encontram-se hoje no Museu Egípcio do Cairo e no Petrie Museum de Londres, embora não exista certezas quanto à pertença à mesma pedra dado terem sido adquiridos no mercado das antiguidades.
Pensa-se que a pedra original teria 2,10 metros de altura e 0,60 metros de largura.
A Pedra de Palermo foi provavelmente uma das fontes utilizadas pelo historiador Manetão para elaborar a sua lista de reis egípcios.
No que diz respeito à datação, a pedra tem sido situada em meados da V dinastia. Contudo, há quem considere que poderá ser na realidade do tempo da XXV dinastia (século VIII a.C.), sendo uma cópia de um documento já existente.